# Docteur Cyclope
Pour plus de détails, voir Fiche technique et Distribution.
Docteur Cyclope (Dr. Cyclops) est un film de science-fiction américain réalisé par Ernest B. Schoedsack, sorti en 1940. C'est le premier film américain de science-fiction tourné en Technicolor depuis Masques de cire réalisé en 1933.

## Synopsis
Depuis deux ans, le docteur Thorkel mène de mystérieuses recherches sur la structure moléculaire, dans un laboratoire au fond de la jungle amazonienne. Un collègue, le docteur Bulfinch, arrive bientôt des États-Unis pour le seconder, assisté du docteur Mary Robinson et de l'ingénieur des mines Bill Stockton. Le mineur Steve Baker les guide jusqu'au laboratoire de Thorkel. Celui-ci, réticent à livrer le résultat de ses travaux, leur révèle néanmoins la découverte sur place d'un riche gisement d'uranium, dont il a pu extraire du radium, indispensable au fonctionnement de son invention, une machine destinée à réduire la taille des êtres vivants. Après plusieurs tests sur des animaux, reste à expérimenter l'engin sur des humains...

## Fiche technique
- Titre français : Docteur Cyclope
- Titre original : Dr. Cyclops
- Titre original alternatif : Doctor Cyclops
- Réalisation : Ernest B. Schoedsack
- Scénario : Tom Kilpatrick
- Directeur de la photographie : Harry Sharp, assisté de Winton Hoch
- Directeurs artistiques : Hans Dreier et Earl Hedrich
- Musique : Ernst Toch, Gerard Carbonara et Albert Hay Malotte
- Décors d'intérieur : A.E. Freudeman
- Effets visuels : Collaborateurs divers, dont Gordon Jennings (non crédité)
- Montage : Ellsworth Hoagland
- Producteur : Dale Van Every, pour la Paramount Pictures
- Langue : anglais
- Genre : Aventure, science-fiction, horreur
- Format : Couleur (Technicolor)
- Durée : 75 minutes
- Dates de sortie :
  - États-Unis : 10 avril 1940
  - France : 1er mai 1953

## Distribution
- Albert Dekker : Dr. Thorkel
- Thomas Coley : Bill Stockton
- Janice Logan : Dr. Mary Robinson
- Charles Halton : Dr. Bulfinch
- Victor Kilian : Steve Baker
- Frank Yaconelli : Pedro
- Paul Fix : Dr. Mendoza

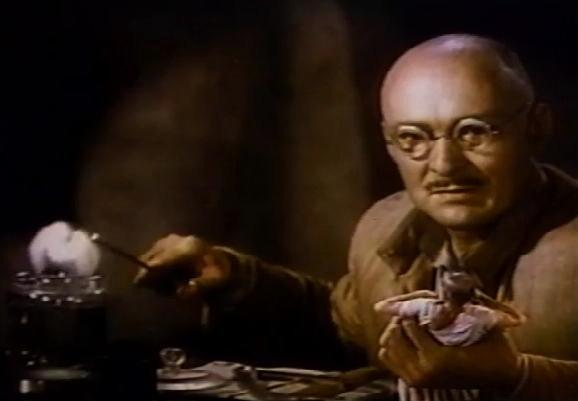
Albert Dekker, tenant Charles Halton miniaturisé dans sa main

- Frank Reicher : Professeur Kendall

### Articles annexes
- Ant-Man
- Chérie, j'ai rétréci les gosses
- Le Voyage fantastique
- Les Poupées du diable
- L'Homme qui rétrécit